# نسوية المساواة
نسوية المساواة هي مجموعة فرعية من الحركة النسوية الشاملة التي تركز على أوجه التشابه الأساسية بين الرجل والمرأة، وهدفها النهائي المساواة بين الجنسين في جميع المجالات. يشمل ذلك المساواة الاقتصادية والسياسية، وتكافؤ فرص الالتحاق بالعمل، والتحرر من القوالب النمطية الجندرية الظالمة، والسعي نحو نظرة عالمية مساوية جنسانيًا.

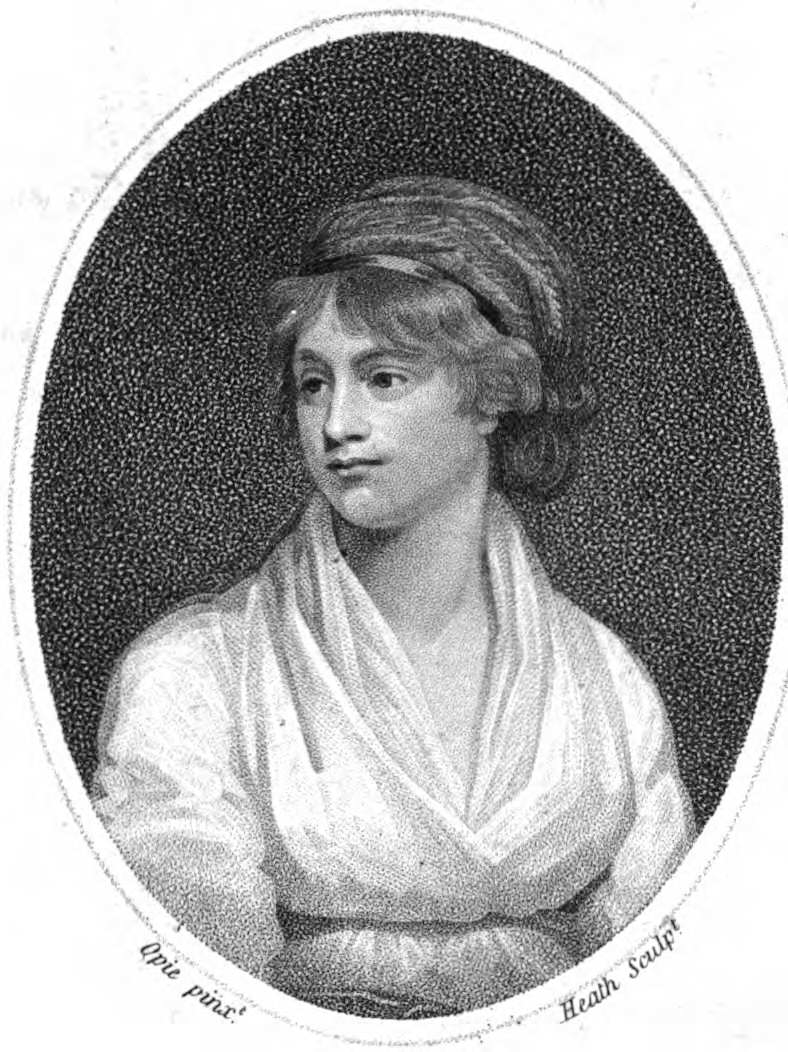

تسعى النظرية النسوية إلى تعزيز الحالة القانونية للمرأة باعتبارها متساوية وغير متمايزة عن الحالة القانونية للرجل أمام القانون. وفي حين تتفق نسويات المساواة إلى حد كبير على أن الرجال والنساء لديهم اختلافات بيولوجية أساسية فيما يخص الجانب التشريحي والجسدي، يجادلن بأنه على الصعيد النفسي، فاستخدام المنطق أو العقل صالح لكل من الذكر والأنثى. وبالنسبة لنسويات المساواة، فإن الرجال والنساء متساوون من حيث قدرتهم على التفكير وتحقيق الأهداف وإنجاز المهمات سواء في مكان العمل أم في المنزل. 
كانت نسوية المساواة النسخة المهيمنة للحركة النسوية في أعقاب كتاب ماري وولستونكرافت المعنون «دفاعًا عن حقوق المرأة» (1792). أوضحت وولستونكرافت بأن مساواة المرأة بالرجل تتجلى في حقوق التعليم والعمل، وأعدت كذلك خريطة طريق مثالية من أجل أن تتبعها نساء المستقبل فيما يتعلق بالنشاط والتنظير النسوي. منذ ذلك الحين، تضمنت نسوية المساواة نسويات متحمسات مثل سيمون دي بوفوار، وقادة مؤتمر سينيكا فولز، وإليزابيث كادي ستانتون، ولوكريتيا كوفين موت، وسوزان أنتوني، وبيتي فريدان وغلوريا ستاينم.
كانت نسوية المساواة المنظور السائد للحركة النسوية خلال القرنين التاسع عشر والعشرين، لكن ثمانينيات وتسعينيات القرن العشرين أحدثت تركيزًا جديدًا فيما هو شائع عن الحركة النسوية فيما يخص الاختلاف النسوي، أو فيما يخص الاختلافات الأساسية بين الرجل والمرأة. ففي مقابل نسوية المساواة، تدعو نسوية الاختلاف إلى الاحتفاء بـ«الأنثوية» من خلال التركيز على السمات الأنثوية التقليدية، مثل التعاطف والتربية والرعاية. وعلى الرغم من أن أنصار نسوية المساواة يعتبرون الطبيعة البشرية في جوهرها غير متجانسة، يدعي نسويو الاختلاف أن وجهة النظر هذه تتوافق مع الأفكار النمطية التي يهيمن عليها الذكور، وبالتالي تعمل في إطار السلطة الأبوية للمجتمع.

## نبذة تاريخية
صُورت المرأة في كل من القانون واللاهوت على أنها أدنى من الرجل جسديًا وفكريًا. يعد كتاب ماري وولستونكرافت المعنون بـ«دفاعًا عن حقوق المرأة» (1792)، واحدًا من الوثائق النسوية الأولى التي مهدت الساحة للحركات النسوية. وفي حين اعتُبرت هذه المؤلفات نوعًا من التمرد في ذلك الوقت، فقد عكست مشاعر المرأة في جميع أنحاء فرنسا، إذ طالبت النوادي الجمهورية النسوية بضرورة أن يتمتع كل من الرجال والنساء بالحرية والمساواة والإخاء على حد سواء. ومع أن هذه الحركة اكتسبت سمعة سيئة، أخمدها في النهاية قانون نابليون بونابرت الذي أقر بأن يتمتع الزوج بالسيطرة الكاملة على الأسرة.
على الرغم من فشل الكثير من حركات المساواة بين الجنسين التي حدثت في فرنسا، أثرت هذه الحركات على الكثير من الحركات التي ظهرت في أمريكا الشمالية في القرن التاسع عشر. كافحت كل من «أبيغيل آدمز» و«ميسي أوتيس وارين» من أجل تحرير المرأة في دستور عام 1776، ولكن دون جدوى. غير أن «إليزابيث كادي ستانتون» و«لوكريتيا تافن موت»، إلى جانب آلاف من النساء الأخريات، غيرن إلى الأبد ديناميات نسوية المساواة من خلال مؤتمر المرأة في سينيكا فولز، نيويورك، عام 1848. طالبن إلى جانب الاستقلال بمساواة قانونية كاملة في جميع جوانب الحياة (التعليم، وفرص العمل، والأجور، وحقوق التصويت، وما إلى ذلك). توسعت هذه الحركة إلى أوروبا بفضل تأثير إليزابيث كادي ستانتون وسوزان أنتوني. وفي عام 1869، نشر جون ستيوارت ميل كتاب «استعباد النساء»؛ جادل فيه بأن المساواة بين الجنسين ستُترجم إلى مزيد من التقدم الأخلاقي والفكري، والذي بدوره سيؤدي إلى مزيد من السعادة الإنسانية للجميع.:87–89 بعد توسعها في أوروبا، تباطأ نمو الحركة حتى عام 1920، وعند نشوء حركة «حق المراة في الاقتراع»، انقسمت العديد من النساء حول تحديد ما إذا كانت المرأة على قدم المساواة مع الرجل أم لا. استمر ذلك إلى أن أُنشئت لجنة الأمم المتحدة المعنية بوضع المرأة في عام 1946 لضمان تكافؤ الفرص السياسية والاقتصادية والتعليمية للنساء في جميع أنحاء العالم. وفي عام 1949، نشرت الفيلسوفة الوجودية الفرنسية سيمون دي بوفوار كتاب «الجنس الآخر»، والذي كشفت فيه الكثير من الادعاءات المتعلقة بالنساء، ودعت فيه للنضال من أجل المساواة بين الجنسين. وفي عام 1963، ظهرت كتابات أخرى تتعلق بنسوية المساواة، مثل كتاب بيتي فريدان «اللغز الأنثوي»، والذي ناقشت فيه «المشكلة التي لا اسم لها»، في إشارة إلى التعاسة المتفشية بين النساء في خمسينيات القرن العشرين. واستخدمت هذه المعلومات لوصف العديد من أوجه عدم المساواة بين الجنسين التي أحدثها المجتمع، والتي أدت إلى هذه التعاسة، مستشهدة بمثال شخصي يتمثل في التخلي عن حياتها المهنية في مجال علم النفس؛ وذلك من أجل العناية بأطفالها. باستخدام هذه الأدبيات، نشأت النسوية مرة أخرى في الولايات المتحدة مع تطور المنظمة الوطنية للمرأة التي تشكلت في عام 1966. ناضلت هذه المنظمة من أجل إزالة جميع العوائق القانونية والاجتماعية المفروضة على عاتق المرأة، الأمر الذي أدى إلى التأثير مرة أخرى لتحقيق المساواة الحقيقية بين الرجل والمرأة. وفي عام 1972، طالبت قيادات نسائية مثل بيلا أبزوغ، وبيتي فريدان، وغلوريا ستاينم الكونغرس بإقرار التعديل المتعلق بالمساواة في الحقوق (آي آر أيه)؛ ومع ذلك، لم يُوافق عليه إلا بحلول عام 1982.

## اعتراضات
ظهر الاعتراض الرئيسي الذي أثير على نسوية المساواة، بنشوء نسوية الاختلاف، وهو الاعتقاد الذي يشدد على الفوارق بين الرجل والمرأة. هذه النظرة، التي دافعت عنها نسويات مثل كارول جيليجان، وجوان ترونتو، وإيفا فيدر كيتاي، وجنيفيف لويد، وأليسون جاغار، وينسترا كينغ، نشأت بسبب رفض النظرة المخنثة للطبيعة البشرية التي تريد نسوية المساوة أن تؤكد عليها. وهذه النظرة، التي بدأت إلى حد كبير في ثمانينات القرن العشرين، تؤكد أن نسوية المساواة فشلت في تفسير التجربة الأنثوية الفريدة، وبالتالي تجعل من المنظور الذكوري منظورًا مهيمنًا جديرًا بالتطلع إليه.